# Carlo Bavagnoli
Carlo Bavagnoli (Piacenza, 5 maggio 1932 – Viterbo, 25 febbraio 2024) è stato un fotoreporter italiano.
«Uno dei fotografi più significativi del panorama internazionale». Fotografo di Epoca, Bavagnoli è stato l'unico fotografo non statunitense a far parte in pianta stabile della équipe  del magazine americano LIfe (1963 - 1972), imperniato principalmente sul fotogiornalismo internazionale. L'intero archivio fotografico del reporter, è oggi conservato presso la Biblioteca storica della Fondazione Cariparma di Busseto

## Biografia
Nasce nel 1932. Dopo aver completato gli studi a Piacenza nel 1951 è a Milano per iscriversi alla facoltà di giurisprudenza.

Da pendolare, bazzica il Bar Jamaica di via Brera, la «bohème milanese» allora ritrovo di artisti ed intellettuali, conoscendo e frequentando fotografi, come Ugo Mulas, Alfa Castaldi e Mario Dondero, tutti giovani ventenni alle prime armi. Quelle frequentazioni, influenzeranno la sua decisione e l'interesse per la fotografia, tanto che nel 1955 si trasferisce in pianta stabile a Milano condividendo «una stanza in via Solferino 8» proprio con i due amici Mulas e Dondero oltre che con Luciano Bianciardi.
È lo scrittore Pino Corrias in un suo libro a raccontare da testimone oculare di quel periodo, le speranze e gli obiettivi del gruppo dei «tre indivisibili» quali erano Bavagnoli, Mulas e Dondero che nonostante quegli anni di dura gavetta, «una vita faticosissima», sarebbero stati, già dall'«inizio anni sessanta, fotografi affermati». Ed è ancora quel testimone oculare a raccontare il sogno ad occhi aperti di Bavagnoli ("il Carlone", "il fotoreporter" di un articolo ironico ed allusivo, di quel tempo, di Bianciardi), che ha già «la fissa di "Life"» mentre «esordisce con l’agenzia fotogiornalistica Interpix, fornitrice di immagini a testate milanesi quali Corriere della Sera, L'Europeo, Epoca e Settimo Giorno. Cinema Nuovo pubblica i suoi primi “fotodocumentari”» per collaborare subito dopo con il settimanale Tempo illustrato, la rivista Cinema nuovo e lo storico L'Illustrazione Italiana (fondato nel 1873) che insieme a La Domenica del Corriere e a La Tribuna illustrata è stato uno dei settimanali illustrati più letti in Italia dalla fine Ottocento all'avvento della televisione.
Grazie alla costante presenza di sue foto su diverse testate giornalistiche come freelance, ormai noto, Bavagnoli viene assunto nel 1956 dal settimanale Epoca rivista con molte fotografie che prevalgono sui testi, fondata dall'editore Alberto Mondadori e diretta, allora, da Enzo Biagi. La rivista in quegli anni otteneva un grande successo ed una diffusione senza pari grazie a reportage azzeccati proprio come quello, dello stesso anno in cui fu assunto il fotografo piacentino, di uno dei suoi colleghi fotografi dello staff di Epoca (Mario De Biasi), sulla Rivoluzione ungherese del 1956. Quella assunzione sarà per Bavagnoli il trampolino di lancio per la sua carriera, assegnato presso la redazione romana, inizia «un lungo lavoro di documentazione su Trastevere, grazie al quale ottiene i primi contatti con la rivista americana Life, che gli pubblica alcune foto». È sempre la rivista americana Life che incarica il fotografo di Epoca di fotografare gli avvenimenti riguardanti l'apertura del Concilio Vaticano II e quindi la morte di Papa Giovanni XXIII e la successiva elezione di papa Paolo VI.
Nel 1964 la rivista Life assume Bavagnoli che si trasferisce negli Stati Uniti con un primo incarico proprio alla redazione centrale di New York, diventando così il primo e unico fotografo non statunitense ad avere un contratto diretto e «a far parte dello sfaff» del prestigioso magazine fotogiornalistico. A quella di New York segue l'assegnazione alla sede europea di Life a Parigi ed è lo stesso Bavagnoli a parlare di quel periodo come di un tempo in cui Life stupiva per la sua efficiente organizzazione che gli permetteva di "uscire", per i reportage più importanti, in tempi rapidissimi: «Non si badava a spese. Basti pensare ai funerali di Churchill. Per chiudere in tempo Life aveva affittato un enorme Boeing completamente trasformato in giornale volante. I redattori scrivevano, i rullini venivano sviluppati in volo, i grafici impaginavano. All'arrivo a Chicago, dove c’era la tipografia, il giornale era pronto, giusto in tempo per andare in stampa»
Dopo la cessazione di Life come settimanale, Bavagnoli si dedica alla pubblicazione di diversi libri fotografici, a mostre sulle sue opere, e alla realizzazione di documentari televisivi.

## Fotogiornalista diLife,l'EspressoedEpoca
(Carlo Bavagnoli)

Logo del magazine LIFE. Carlo Bavagnoli è stato l'unico fotografo non statunitense a far parte dello staff permanente di fotoreporter dalla nota rivista di reportage internazionali, operando nelle sedi di New York e Parigi

"«La forza emotiva»" dell'immagine "reale" colta nel suo attimo migliore, irripetibile, su temi più disparati ma riguardanti sempre la "vita", questa era la caratteristica dei fotografi di Life, e Carlo Bavagnoli fu il rappresentante italiano di questo "stile" fotografico per l'epoca tanto innovativo da permettere che fossero proprio la foto le "uniche a parlare" visto che non avevano bisogno di una didascalia chiarificatrice, "il fotogiornalismo" a pieno titolo in cui il testo, era questa volta, subordinato all'immagine.
Le fotografie di Bavagnoli non consistevano solo in "singoli" scatti, ma provenivano da reportage di diverse sequenze di immagini, veri e propri "studi" del territorio come quelli che riguardarono il rione Trastevere di Roma o quelli di Loculi e Irgoli nella zona delle Baronie in Sardegna per documentare la povertà in Italia (per conto de l'Espresso), o ancora, quello nella metropoli quale era già New York, colta con il suo obiettivo nella vita di ogni giorno. Importanti e di carattere internazionale furono anche i suoi lavori sul reportage fatto ad Orani sullo scultore Costantino Nivola e «l'apertura del Concilio Vaticano II, la morte di Giovanni XXIII e l’elezione di Paolo VI».
Bavagnoli non fu comunque solo un fotografo neorealista "impegnato" in importanti lavori che affrontarono temi sociali, del territorio e religiosi, le sue fotografie spaziarono su altri diversi temi nei quali, la sua tecnica con la ricerca dei particolari unita ad una personale inquadratura, evidenziava una «forte tensione narrativa», temi questi che andavano dai «protagonisti del mondo dello spettacolo alle immagini degli artisti al lavoro, ai fatti di cronaca» e alle fotografie di opere d'arte, come quelle del 1968, riprese alla mostra L’europe gothique XIIe XIVe siècles nel Museo del Louvre di Parigi.
La professoressa Rita Pamela Ladogana della Università degli Studi di Cagliari proprio sulla tecnica dei ritratti di Bavagnoli osserva che: «alcuni importanti fra le fotografie, tutte realizzate tra il 1957 e il 1960, numerosi sono soprattutto i ritratti, nei quali l’espressione del volto dei soggetti è evidentemente ricercata ed esaltata, molto spesso, con l’annullamento dello sfondo attraverso la riduzione della profondità di campo [...] . A parte alcune composizioni attentamente studiate, come nell’immagine che sfrutta la presenza dei bambini intenti a giocare sui tubi dell’impalcatura allestita per la scenografa della festa popolare, nel complesso prevale una vena narrativa contrassegnata da una spontaneità in ogni scatto. Prevalgono fotogrammi aperti e inquadrature in campo lungo che contribuiscono ad infondere profondità e movimento ad ogni singola scena».

### Gli altri temi della sua produzione fotografica
Copiosa la produzione di Bagnoli su personaggi della cultura, dello spettacolo, della moda, dello sport e della politica nazionale ed internazionale, ma non si trattò mai di foto "rubate" come quelle di alcuni suoi altri colleghi del periodo della dolce vita alla ricerca del "sensazionale". Le sue foto lasciavano il posto più al "racconto", ad alcuni "particolari" dei personaggi fotografati e diverse volte dell'azione o all'"avvenimento" in corso. Fotografa: Sophia Loren mentre spinge la sua mercedes ad Acqui Terme alla manifestazione del terzo Rally del Cinema o mentre firma autografi seduta nella sua automobile o mentre è assediata da ammiratori che sono riusciti a superare il cordone di protezione della Polizia; Federico Fellini mentre con la faccia impolverata, si rade con un rasoio elettrico di prima generazione e novità di quel tempo, o con Giulietta Masina 1961 alla sua scrivania con in primo piano le sue targhe e la statuetta dell'oscar in bella vista, e con i suoi collaboratori fra cui la stessa Masina e Dominique Delouche mentre consulta un copione per una scena di un film la stilista Coco Chanel e le sue fotomodelle nelle collezioni delle sue sfilate, Romy Schneider in una posa da fotomodella a una sfilata di Chanel, Elsa Martinelli 1965 in transito sul suo motorino per una via di Parigi
.
E "racconti" ancora sono tutti gli scatti di altri personaggi:

i registi Pier Paolo Pasolini, Michelangelo Antonioni, Vittorio De Sica, Pasquale Festa Campanile, Jacques Becker, Alessandro Blasetti, Mario Ferrero, Carl Theodor Dreyer, Giulio Bosetti, Giacomo Vaccari;

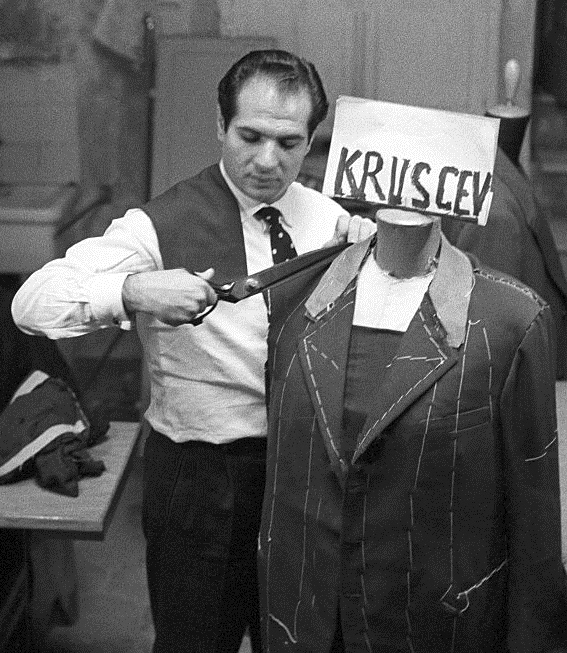
Bavagnoli 1957: lo stilista Angelo Litrico confeziona un abito per Nikita Kruscev, segretario del Comitato Centrale del Partito Comunista dell'Unione Sovietica

gli attori e le attrici Valentina Cortese, Monica Vitti, Claudia Cardinale, Gina Lollobrigida, Sylva Koscina, Virna Lisi, Jane Fonda, Anita Ekberg, Kim Novak, Franca Valeri, Marisa Allasio, Olga Villi, Totò, Alberto Sordi, Amedeo Nazzari, Walter Chiari, Vittorio Caprioli, Fernandel, Tino Buazzelli, Luciano Salce, Orson Welles, Anthony Steel, Hedy Lamarr, Ira von Fürstenberg, Lydia Alfonsi, Carlo Dapporto, Ivo Garrani, Guido Alberti, Enrico Viarisio, Pablito Calvo, Jacqueline Sassard, Françoise Arnoul, Lucia Banti, Giorgia Moll, Jean Seberg, Esther Williams, Diana Dors, Gianrico Tedeschi, Madeleine Fischer, Eleonora Rossi Drago, Paola Mori e Anouk Aimée;

gli scrittori e le scrittrici Maria Bellonci, Natalia Ginzburg, Maria Pia di Sassonia Coburgo Braganza, Alba de Céspedes, Simone de Beauvoir, Alberto Moravia, Vasco Pratolini, Italo Calvino, Giuseppe Ungaretti, Clelia Garibaldi, Carlo Emilio Gadda Curzio Malaparte, Leonida Repaci, Carlo Salsa, Anna Salvatore, Alberto Colantuoni, Piero Jahier;

politici come Sandro Pertini, Lina Merlin, Giovanni Gronchi, Mario Scelba, Giuseppe Pella, Dino Del Bo, Theodor Heuss, René Coty, Konrad Adenauer, Dwight Eisenhower, Nikita Sergeevič Chruščёv, Nikolaj Aleksandrovič Bulganin, Georgij Konstantinovič Žukov, Anthony Eden, Harold Macmillan, Vjačeslav Michajlovič Molotov, Edgar Faure, Antoine Pinay;

regnanti come Gustavo VI Adolfo di Svezia, lo scià Mohammad Reza Pahlavi con sua moglie Soraya Esfandiary Bakhtiari e Ranieri III di Monaco con la moglie Grace Kelly;

ma anche editori e giornalisti come Alberto Mondadori, Renato Angiolillo, Paolo Milano, Enzo Tortora, Giorgio Vecchietti, Arturo Tofanelli e Elsa Maxwell; piloti di auto come Peter Collins, Stirling Moss, Hans Herrmann, Eugenio Castellotti e Piero Taruffi e il tennista Nicola Pietrangeli, l'architetto Amos Edallo, lo psicoanalista Emilio Servadio, il biochimico premio Nobel per la medicina Daniel Bovet, l'armatore greco Aristotele Onassis, il famoso giurista Francesco Carnelutti, lo stilista Angelo Litrico, il predicatore Billy Graham; il dirigente pubblico Enrico Mattei, il direttore d'orchestra Leonard Bernstein, il direttore della fotografia Gianni Di Venanzo e il filosofo Jean-Paul Sartre.
Un altro genere che dimostra l'interesse e la capacità a 360° di Bavagnoli "fotografo", è stato quello riguardante la fotografia d'arte. Nel 1968 realizza un reportage, non su personaggi in movimento, ma su "oggetti" statici come quelli della mostra dedicata all'arte gotica al Museo del Louvre di Parigi, dove Bavagnoli offri una «testimonianza inedita del [suo] lavoro».
La critica di un pieghevole annunciante una mostra del reportage fatto al Louvre, asseriva sulla sua tecnica: «Nelle fotografie d’arte che segnano il percorso della mostra l’intento documentario è superato dall’esigenza del racconto personale: la scelta dei punti di vista privilegiati, le riprese ravvicinate, i giochi di luce e gli affondi di ombre amplificano ed esaltano l’unicità dei pezzi selezionati, sempre nel massimo rispetto dell’opera d’arte e della sua immagine, senza l’intervento di alcun artificio tecnico, secondo il metodo fotografico consueto a Bavagnoli, mai tradito nel tempo».

## Ma.Co.f. - Centro della Fotografia Italiana a Brescia
Dal 14 maggio 2016, il piano nobile del palazzo Palazzo Martinengo Colleoni di Malpaga di Brescia ospita il museo Ma.Co.f. - Centro della Fotografia Italiana. Creato per volontà dei fotografi Gianni Berengo Gardin e Uliano Lucas, in collaborazione con l'architetto Renato Corsini, il museo espone una collezione permanente di circa 240 fotografie originali di 42 tra i più importanti e rappresentativi fotografi italiani del XX secolo, tra i quali Carlo Bavagnoli

## Pubblicazioni
Libri fotografici
- Roma : La preghiera in Trastevere, 1951.
- Via della Passarella : i fotodocumentari di Cinema nuovo, Milano, 1954.
- Attilio Bertolucci (a cura di), Cara Parma, Milano, Amilcare Pizzi Editore, 1961.
- Verdi e la sua terra, 1977.
- Il romanico e le valli piacentine, Piacenza, Cassa di Risparmio, 1978.
- Giulio Cattivelli (a cura di), Piacenza nelle sue stagioni, Piacenza, Edizioni: Cassa di Risparmio di Piacenza, 1981.
- Federico Fellini (a cura di), Gente di Trastevere 1960, Parma, Grafiche Step Editrice, 1989 II edizione.
- Immagini anni 60', Parma, Edizioni: Cassa di Risparmio di Parma, 1992.
- Armonie : i segni della musica nella terra di Virgilio, Monteverdi, Verdi e Toscanini, Parma, Credito Commerciale, 1995.
- L'archivio : fotografie, libri dal 1954 al 1995, Parma, Grafiche Step Editrice, 2000.
- Sardegna 1959. L'Africa in casa, Nuoro, Ilisso, 2010.
- Costantino Nivola. Ritorno a Itaca, Nuoro, Ilisso, 2010.
- Mosca : dai tempi di Ivan il terribile il Cremlino è il cuore della Russia.

## Premi
- Premio Saint-Vincent per il giornalismo, 1956, Epoca

## Mostre
- 2014, L'Europe gothique XII-XIV siècle (10 ottobre - 26 ottobre), Fidenza, Chiesa di San Giorgio (Comune di Fidenza)
- 2013, Carlo Bavagnoli Fotografa l'arte. L’europe gothique XIIe XIVe siècles: una mostra a Parigi nel 1968 (22 marzo – 15 aprile), Cagliari, Sala Mostre Temporanee Cittadella dei musei (Università degli studi di Cagliari)
- 2012, L’Europe gothique XII XIV siècles. Paris 1968 (12 novembre - 22 novembre), Parma, Sala delle Colonne del Centro S. Elisabetta (Parco Area delle Scienze 95 – Campus Universitario), (Università degli studi di Parma)
- 2010, Ritorno a Itaca (7 maggio -30 settembre), Orani, Museo Nivola (Il Sole 24 Ore, Mostre al Museo Nivola)

## Curiosità
- Una notizia ripresa da diversi mezzi di comunicazione di massa nel 2014 riguardava "il ritrovamento" e "l'identificazione" di un "bambino" ritratto dal fotografo piacentino nel 1958[36][37]. Quella foto, all'epoca in cui fu scattata «fece il giro del mondo» grazie proprio alla pubblicazione sul magazine Life che la titolò “pure joy” (goia pura). La foto scattata nel quartiere Trastevere di Roma ritraeva un bambino di dodici anni, sorridente ed orgoglioso di mostrare le sue "tre medaglie", ricavate da tappi di bottiglie, sulla canottiera. Pubblicata nuovamente da Life su Twitter nel 2014, si scatenò sui social media la ricerca del bambino della foto, chi era? era ancora vivo?. Il bambino (Angelino) fu ritrovato[38]., si trattava del sig. Angelo Romani abitante ancora a Roma e che nel 2014, aveva 68 anni. Il caso è servito come spunto per dare addito ad una sorta di "ricerca sociale" sulla vivibilità del quartiere Trastevere nel 1958 ed oggi[6].

### Libri illustrati dalle fotografie di Carlo Bavagnoli
- Colette Rosselli, Felicetta e Barico: storia vera, Arnoldo Mondadori Editore, 1961.
- Colette Rosselli, Tre storie vere di cani, Arnoldo Mondadori Editore, 1962.